# Festival de Cannes 2018
Le Festival de Cannes 2018, 71e édition, a lieu du 8 au 19 mai 2018 au Palais des festivals, à Cannes. Le maître de cérémonie est Édouard Baer qui tient ce rôle pour la troisième fois.

## Déroulement

### Préparation
Le 22 novembre 2017, il est annoncé que le prochain Festival de Cannes bouscule ses habitudes. En effet, le Festival débutera le mardi 8 mai 2018 et s'achèvera le samedi 19 mai 2018 (les dates annoncées en juin 2017 faisaient état du 9 au 20 mai), afin de rechercher une meilleure médiatisation du palmarès (bien que cette année eut lieu le mariage médiatisé du prince Harry et de Meghan Markle) et de permettre d'organiser des avant-premières du film d'ouverture.
Le 4 janvier 2018, il est annoncé que ce sera l'actrice australienne Cate Blanchett qui présidera le jury. Elle succède ainsi à l'espagnol Pedro Almodóvar.
Le 9 mars 2018, il est annoncé que ce sera le réalisateur français Bertrand Bonello qui présidera le jury de la Cinéfondation.
Le 15 mars 2018, l'affiche de la Semaine de la critique est dévoilée. Il s'agit d'une photo de l'actrice Noée Abita, actrice du film Ava de Léa Mysius.
Le 23 mars 2018, dans une interview pour Le Film français, Thierry Frémaux annonça plusieurs nouveautés et clarifications : le retour du film de clôture, l'interdiction des selfies sur le tapis rouge, les avant-premières pour la presse sont supprimées, la grande première d'un film en compétition sera son gala et Netflix ne peut présenter ses films que hors-compétition.
Le 27 mars 2018, il est annoncé que ce sera la réalisatrice suisse Ursula Meier qui présidera le jury de la Caméra d'or.
Le 28 mars 2018, il est annoncé que ce sera le réalisateur norvégien Joachim Trier qui présidera le jury de la Semaine de la critique et son jury est dévoilé. Le même jour, il est annoncé qu'une version restaurée de 2001, l'Odyssée de l'espace de Stanley Kubrick sera projetée sur la Croisette à l'occasion des 50 ans du film, et présentée par Christopher Nolan, dont ce sera la première participation au Festival. Il est également annoncé que ce dernier donnera une masterclass le lendemain de la projection.
Le 30 mars 2018, il est annoncé que Martin Scorsese recevra le Carrosse d'or.
Le 4 avril 2018, il est annoncé que Benicio del Toro présidera le jury Un certain regard. Il a reçu le prix d'interprétation masculine pour son rôle dans Che de Steven Soderbergh en 2008 et il fut membre du jury en 2010 sous la présidence de Tim Burton. Le même jour, l'affiche de la Quinzaine des Réalisateurs est dévoilée : il s'agit d'un cliché de William Klein.
Le 5 avril 2018, le film d'ouverture est dévoilé. Il s'agit du film Everybody Knows réalisé par Asghar Farhadi avec Penélope Cruz et Javier Bardem. Le film d'ouverture sera également en compétition, le dernier en date étant Moonrise Kingdom de Wes Anderson, autrefois projeté en ouverture en 2012. Le même jour, il est annoncé qu'Édouard Baer sera le maître de cérémonie pour la troisième fois. Il a déjà été maître de cérémonie deux années consécutives en 2008 et 2009.
Le 6 avril 2018, un film rejoint la section Hors-compétition. Il s'agit de Solo: A Star Wars Story de Ron Howard. C'est par ailleurs la troisième fois que le Festival de Cannes présente un film de la saga Star Wars en avant-première, après Star Wars, épisode II : L'Attaque des clones en 2002, et Star Wars, épisode III : La Revanche des Sith en 2005.
Le même jour, Vanity Fair déclara que Netflix prit très mal la nouvelle réglementation du festival (l'année précédente, la société fut en compétition avec Okja et The Meyerowitz Stories) et pourrait boycotter Cannes. Les films concernés, même si certains étaient programmés pour le créneau automnal, sont Roma, The Other Side of the Wind, Un 22 juillet, Aucun homme ni dieu et Ils m'aimeront quand je serai mort. Finalement, Ted Sarandos, le directeur de l'achat de programmes de la plateforme, annonce que Netflix n'enverra aucun film à Cannes.
Le 11 avril 2018, la veille de la conférence de presse annonçant la sélection officielle, l'affiche du Festival de Cannes 2018 est dévoilée. Le visuel, celui d'un baiser entre Jean-Paul Belmondo et Anna Karina, est extrait du film Pierrot le fou de Jean-Luc Godard.
La sélection officielle est dévoilée le 12 avril 2018. En amont, plusieurs pronostics furent établis par les médias, selon les tournages terminés ou les réalisateurs « habitués » du festival,,, la sélection surprit beaucoup par son renouvellement et par le fait que beaucoup de cinéastes précédemment sélectionnés, voire primés par le passé, n'en font pas partie. Cela s'explique aussi par le fait que bon nombre de films annoncés ne sont pas prêts pour Cannes ou il s'agit du choix du distributeur préférant le créneau automnal Venise/Toronto. Thierry Frémaux annonce que des compléments de sélections sont prévus,,.

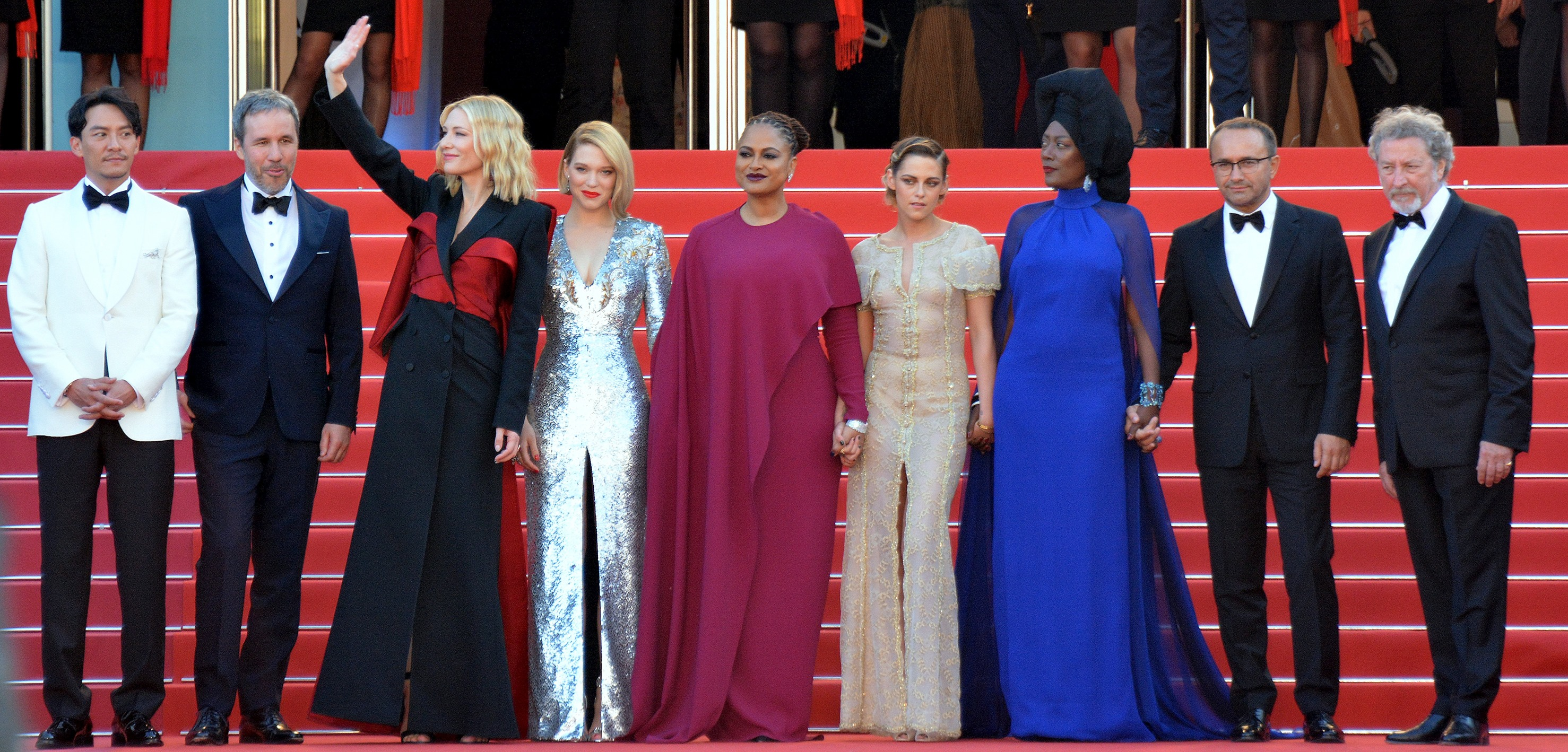
Le jury de la sélection des longs-métrages au grand complet.

Le 14 avril 2018, il est annoncé que Sylvie Pialat présidera le jury de la Queer Palm.
Le 16 avril 2018 est annoncée la sélection de la Semaine de la Critique.
Le 17 avril 2018 est annoncée la sélection de la Quinzaine des Réalisateurs. Le même jour, Thierry Frémaux confirme en interview sur Europe 1 la présence du réalisateur russe Andreï Zviaguintsev au sein du jury de la compétition.
Le 18 avril 2018, le reste du jury est dévoilé. En plus d'Andreï Zviaguintsev, il est composé des actrices Léa Seydoux et Kristen Stewart, de la chanteuse Khadja Nin, de la réalisatrice Ava DuVernay, de l'acteur Chang Chen, et des réalisateurs Robert Guédiguian et Denis Villeneuve.
Le 19 avril 2018, de nouveaux films rejoignent la sélection officielle. Ainsi Ayka de Sergey Dvortsevoy, Un couteau dans le cœur de Yann Gonzalez et Le Poirier sauvage de Nuri Bilge Ceylan complètent la compétition. Le film de Lars von Trier, The House that Jack Built, sera présenté hors compétition tout comme le film L'Homme qui tua Don Quichotte de Terry Gilliam, qui clôturera le festival. En séances de minuit, deux autres films sont ajoutés : le documentaire sur la chanteuse Whitney Houston intitulé Whitney et réalisé par Kevin Macdonald ainsi que le téléfilm Fahrenheit 451 de Ramin Bahrani.
Le 23 avril 2018, le programme de Cannes Classics est annoncé. Le Festival célèbre notamment les 40 ans de Grease, projeté en présence de John Travolta, et les 30 ans du Grand Bleu de Luc Besson.
Le 24 avril 2018, la composition du jury de la Cinéfondation et des courts-métrages est dévoilée.

### Faits marquants durant le Festival

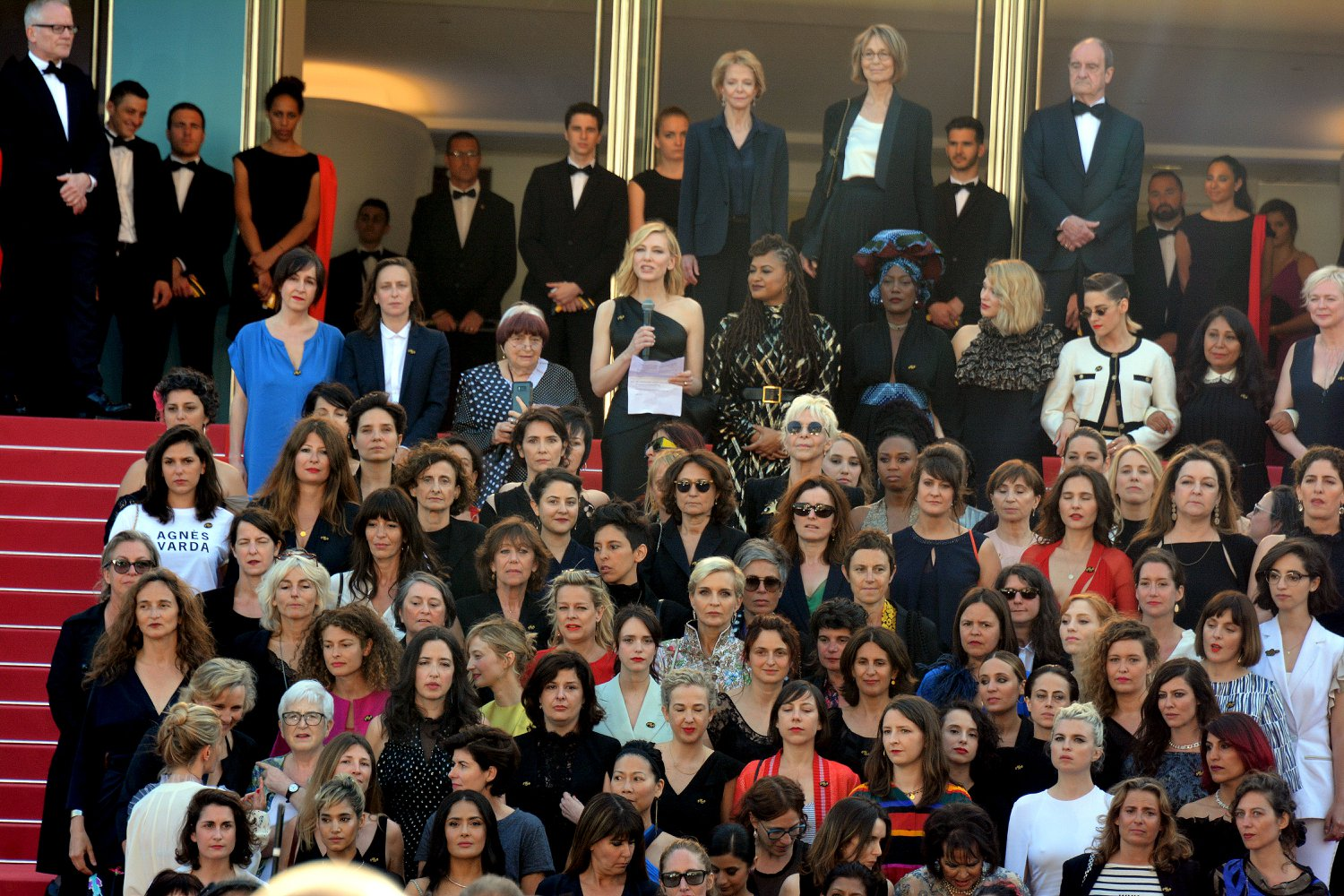
Manifestation organisée pendant le festival par une délégation de professionnelles du cinéma, en faveur de l'égalité salariale et de la parité.

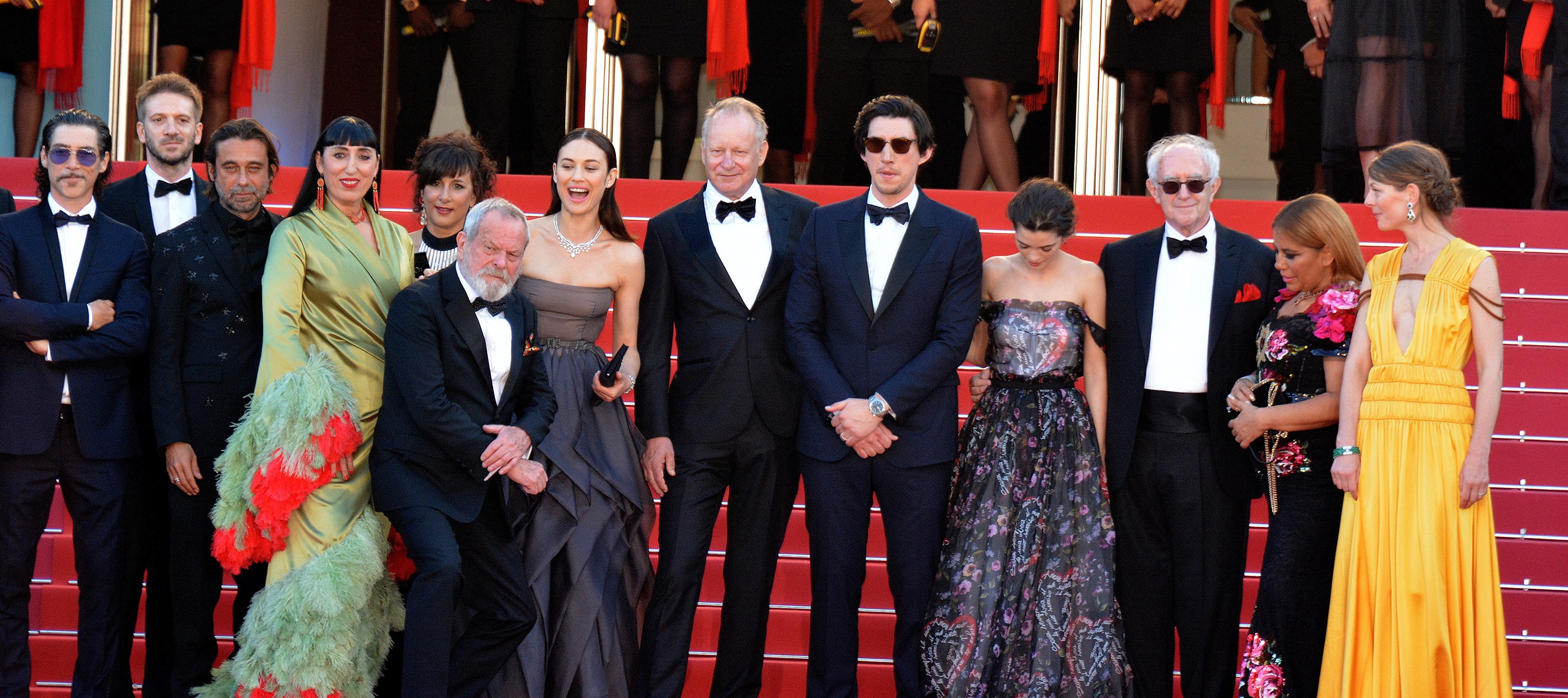
L'équipe de L'Homme qui tua Don Quichotte lors de la présentation du film.

Le soir de la cérémonie d'ouverture, Pierre Lescure annonce que 1 500 jeunes cinéphiles seront invités lors des trois derniers jours du festival. Ce programme, le premier dans le genre, s'intitule "3 Days in Cannes".

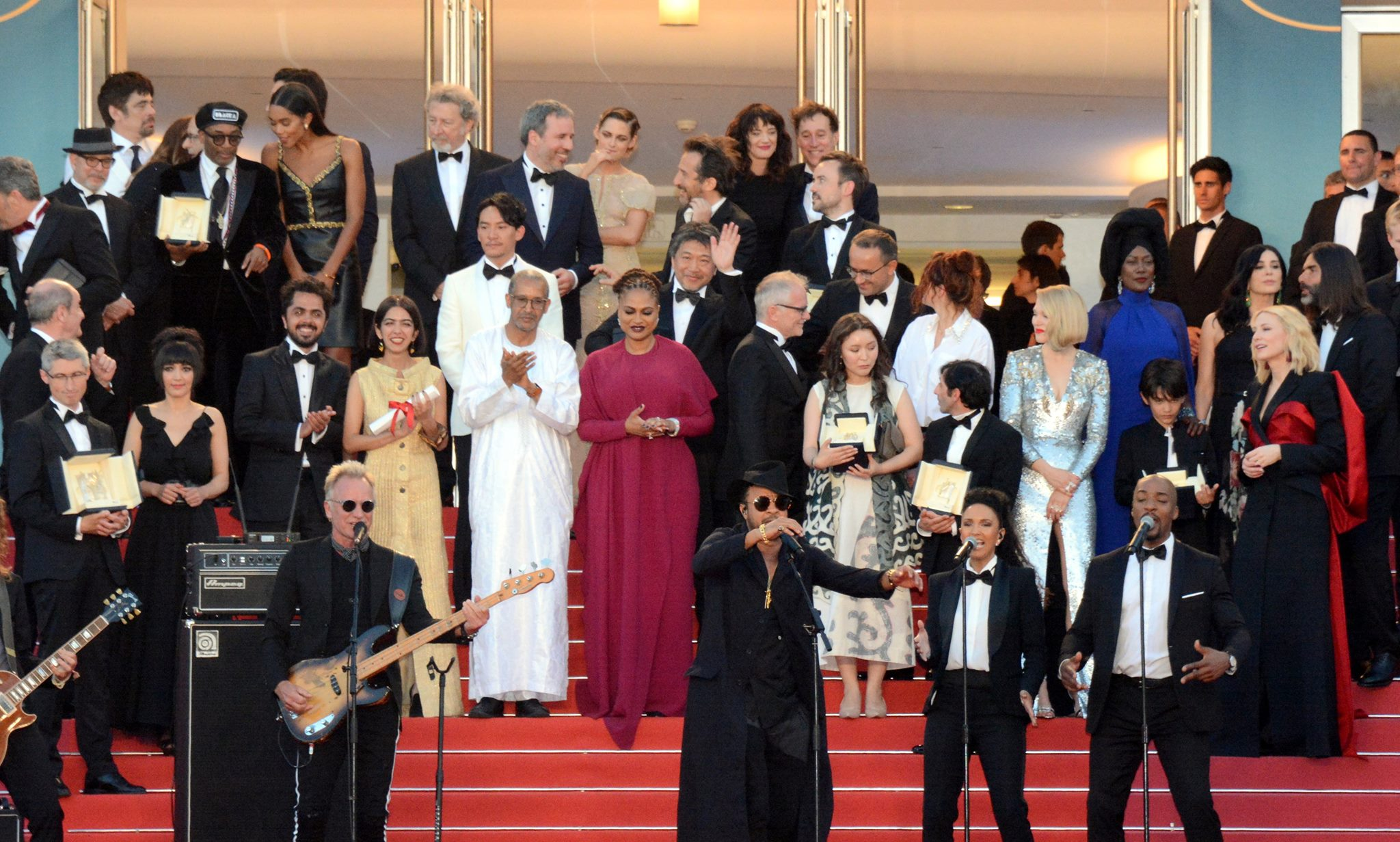
Concert de Sting et Shaggy lors de la cérémonie de clôture du festival. On aperçoit notamment dans l'assistance la présidente du jury ainsi que les réalisateurs lauréats Hirokazu Kore-eda (Palme d'or) et Spike Lee (Grand prix).

Le festival est diffusé par Canal+, qui voit son contrat renouvelé jusqu'en 2020, pour la diffusion de la cérémonie d'ouverture, de la remise des prix et l'organisation d'une chaîne de télévision couvrant l'événement.
Le 12 mai, avant la projection des Filles du soleil, 82 professionnelles du cinéma lancent un appel à la parité et à l'égalité salariale entre hommes et femmes dans le septième art, lors d'une montée des marches entièrement féminine à laquelle participent toutes les femmes membre du jury de la sélection des longs-métrages à l'initiative du collectif 50/50 et de la fondation Time's Up. Au cours de cette manifestation animée notamment par la président du Jury Cate Blanchett et la réalisatrice Agnès Varda, les participantes lisent un appel à « organiser activement la parité et la transparence dans les instances de décision » et à « l’équité et la réelle diversité » dans leurs milieux professionnels. Cet évènement, qui se déroule pendant le premier festival de Cannes post-affaire Weinstein, participe d'un mouvement plus vaste appelant à revaloriser la place des femmes dans les milieux du cinéma. Le nombre de 82 participantes a une portée symbolique, car il correspond au nombre de réalisatrices ayant concouru à Cannes depuis la création du festival, contre 1 645 réalisateurs.
Le réalisateur Jean-Luc Godard ne se déplace pas au festival pour la promotion de son film Le Livre d'image, mais donne néanmoins une conférence de presse via l'application FaceTime.
Les réalisateurs Ryan Coogler et Christopher Nolan, ainsi que les acteurs Gary Oldman et John Travolta, donnent chacun pendant le festival une masterclass, en remplacement de la seule Leçon de cinéma.
Le réalisateur Lars von Trier fait son retour au festival avec le film The House that Jack Built, sept ans après avoir été déclaré persona non grata sur la croisette en raison d'une « boutade » sur le nazisme.
Le film de clôture, L'Homme qui tua Don Quichotte, est un « film maudit » de Terry Gilliam qui avait dû en interrompre le tournage en 2000. Terminé après près de vingt ans d'efforts, le long-métrage manque d'être bloqué en raison d'une action en justice de son ancien producteur Paulo Branco. Ce n'est que le 9 mai, soit le deuxième jour du festival, que la justice donne raison au réalisateur et confirme que le film pourra être distribué en salles et projeté à Cannes.
La cérémonie de clôture a été le théâtre d'un concert donné par Sting et Shaggy sur les marches du palais des festivals.

## Jurys

### Compétition
| Nom | Nom                                 | Qualité                                 | Nationalité            |
| --- | ----------------------------------- | --------------------------------------- | ---------------------- |
|     | Cate Blanchett (présidente du jury) | Actrice et productrice                  | Australie / États-Unis |
|     | Chang Chen                          | Acteur                                  | Taïwan                 |
|     | Ava DuVernay                        | Réalisatrice, productrice et scénariste | États-Unis             |
|     | Robert Guédiguian                   | Réalisateur, producteur et scénariste   | France                 |
|     | Khadja Nin                          | Chanteuse                               | Burundi                |
|     | Léa Seydoux                         | Actrice                                 | France                 |
|     | Kristen Stewart                     | Actrice, réalisatrice et interprète     | États-Unis             |
|     | Denis Villeneuve                    | Réalisateur et scénariste               | Canada                 |
|     | Andreï Zviaguintsev                 | Réalisateur et scénariste               | Russie                 |

### Caméra d'or
| Nom                               | Qualité                                                            | Nationalité       |
| --------------------------------- | ------------------------------------------------------------------ | ----------------- |
| Ursula Meier (présidente du jury) | Réalisatrice, scénariste et actrice                                | Suisse            |
| Marie Amachoukeli                 | Réalisatrice                                                       | France            |
| Iris Brey                         | Réalisatrice, écrivain et critique de cinéma                       | France États-Unis |
| Sylvain Fage                      | Président de Cinéphase (entreprise de doublage et post-production) | France            |
| Jeanne Lapoirie                   | Directrice de la photographie                                      | France            |
| Arnaud Larrieu                    | Réalisateur                                                        | France            |
| Jean-Marie Larrieu                | Réalisateur                                                        | France            |

### Un certain regard
| Nom                                  | Qualité                                        | Nationalité |
| ------------------------------------ | ---------------------------------------------- | ----------- |
| Benicio del Toro (président du jury) | Acteur, réalisateur et producteur              | Porto Rico  |
| Kantemir Balagov                     | Réalisateur                                    | Russie      |
| Julie Huntsinger                     | Directrice artistique du Festival de Telluride | États-Unis  |
| Annemarie Jacir                      | Réalisatrice et scénariste                     | Palestine   |
| Virginie Ledoyen                     | Actrice                                        | France      |

### Cinéfondation et courts-métrages
| Nom                                  | Qualité                                 | Nationalité     |
| ------------------------------------ | --------------------------------------- | --------------- |
| Bertrand Bonello (président du jury) | Réalisateur, scénariste et compositeur  | France          |
| Valeska Grisebach                    | Réalisatrice, scénariste et productrice | Allemagne       |
| Khalil Joreige                       | Cinéaste et artiste                     | Liban           |
| Alanté Kavaïté                       | Réalisatrice et scénariste              | France Lituanie |
| Ariane Labed                         | Actrice                                 | France          |

### Semaine de la critique
- Joachim Trier (Président du jury), réalisateur et scénariste  Norvège
- Nahuel Pérez Biscayart, acteur  Argentine
- Eva Sangiorgi, directrice du Festival de Vienne  Italie
- Chloë Sevigny, actrice et réalisatrice  États-Unis
- Augustin Trapenard, journaliste  France

### L'Œil d'or
- Emmanuel Finkiel (président du jury), réalisateur  France
- Kim Longinotto, réalisatrice  Royaume-Uni
- Lolita Chammah, actrice  France
- Isabelle Danel, critique  France
- Paul Sturz, directeur de festival  États-Unis

### Queer Palm
- Sylvie Pialat (présidente du jury), productrice  France
- Pepe Ruiloba, programmeur et coordonnateur du prix Premio Maguey du festival de Guadalajara  Mexique
- Dounia Sichov, actrice, monteuse et productrice  France
- Morgan Simon, réalisateur  France
- Boyd Van Hoeij, journaliste  Pays-Bas

### Cannes Soundtrack Award
Jury composé de journalistes :
- Caroline Vié, 20 minutes
- Yannick Vély, Paris Match
- Renaud Baronian, Le Parisien
- Olivier Nuc, Le Figaro
- Maryline Letertre, Madame Figaro
- Nicolas Schaller, L'Obs
- Théo Ribeton, Les Inrockuptibles
- Guillemette Odicino, Télérama
- Jérémie Couston, Télérama
- Antoine Guillot, France Culture
- Brigitte Baronnet, Allociné
- Marielle Gaudry, Allociné
- Fernando Ganzo, 'So Film
- Perrine Quennesson, Trois couleurs
- Philippe Rouyer, Positif
- Olivier Bousquet, VSD
- Ava Cahen, Frenchmania
- Anne-Claire Cieutat, Bande à part
- Renan Cros, Stylist
- Nathalie Dassa, CinéChronicle
- Philippe Guedj, Le Point Pop
- Marie-Pauline Mollaret, Écran Noir
- Yal Sadat, Chronic'art
- Jacky Bornet, Culturebox
- Aurélien Allin, Cinemateaser
- Damien Aubel, Transfuge

### Prix FIPRESCI
Présidé par Michel Ciment et composé de Kerem Akca, Neusa Barbosa, Pamela Bienzobas, Joost Broeren, Houda Ibrahim, Elli Mastorou, Richard Mowe et Jenni Zylka.

## Sélections

### Sélection officielle

#### Compétition
La sélection officielle en compétition se compose de 21 films :
| Titre                                                            | Réalisation           | Distribution                                                          | Pays         |
| ---------------------------------------------------------------- | --------------------- | --------------------------------------------------------------------- | ------------ |
| Everybody Knows (Todos lo saben) (film d'ouverture)              | Asghar Farhadi        | Penélope Cruz, Javier Bardem, Ricardo Darín, Eduard Fernandez         | Espagne      |
| Yomeddine (يوم الدين) (en compétition pour la Caméra d'or)       | Abu Bakr Shawky       | Rady Gamal, Ahmed Abdelhafiz                                          | Égypte       |
| Leto (Лето, Leto)                                                | Kirill Serebrennikov  | Teo Yoo, Irina Starchenbaum, Roman Bilyk, Filipp Avdeev               | Russie       |
| Plaire, aimer et courir vite (en compétition pour la Queer Palm) | Christophe Honoré     | Vincent Lacoste, Pierre Deladonchamps, Denis Podalydès, Adèle Wismes  | France       |
| Cold War (Zimna wojna)                                           | Pawel Pawlikowski     | Joanna Kulig, Borys Szyc, Agata Kulesza, Cédric Kahn                  | Pologne      |
| Le Livre d'image                                                 | Jean-Luc Godard       | (pas de distribution)                                                 | Suisse       |
| Les Éternels (江湖儿女, Jiānghú érnǚ)                            | Jia Zhangke           | Zhao Tao, Fan Liao                                                    | Chine        |
| Les Filles du soleil                                             | Eva Husson            | Golshifteh Farahani, Emmanuelle Bercot                                | France       |
| Trois visages (سه چهره, Se rokh)                                 | Jafar Panahi          | Behnaz Jafari, Jafar Panahi, Marziyeh Rezaei, Maedeh Erteghaei        | Iran         |
| Heureux comme Lazzaro (Lazzaro Felice)                           | Alice Rohrwacher      | Adriano Tardiolo, Agnese Graziani, Alba Rohrwacher, Luca Chikovani    | Italie       |
| Une affaire de famille (万引き家族, Manbiki kazoku)              | Hirokazu Kore-eda     | Lily Franky, Sakura Ando, Mayu Matsuoka, Kirin Kiki                   | Japon        |
| Asako I & II (寝ても覚めても, Netemo Sametemo)                   | Ryūsuke Hamaguchi     | Erika Karata, Masahiro Higashide, Rio Hamashita, Kōji Seto            | Japon        |
| BlacKkKlansman : J'ai infiltré le Ku Klux Klan (BlacKkKlansman)  | Spike Lee             | John David Washington, Adam Driver, Laura Harrier, Topher Grace       | États-Unis   |
| Under the Silver Lake                                            | David Robert Mitchell | Andrew Garfield, Riley Keough, Topher Grace                           | États-Unis   |
| En guerre                                                        | Stéphane Brizé        | Vincent Lindon, Mélanie Rover, Jacques Borderie, Olivier Lemaire      | France       |
| Burning (버닝, Beoning)                                          | Lee Chang-dong        | Yoo Ah-in, Steven Yeun, Jeon Jong-seo                                 | Corée du Sud |
| Dogman                                                           | Matteo Garrone        | Marcello Fonte, Edoardo Pesce, Alida Baldari Calabria, Nunzia Schiano | Italie       |
| Capharnaüm (كفرناحوم, Cafarnaúm)                                 | Nadine Labaki         | Nadine Labaki, Zain al-Rafeea, Yordanos Shifera, Treasure Bankole     | Liban        |
| Un couteau dans le cœur (en compétition pour la Queer Palm)      | Yann Gonzalez         | Vanessa Paradis, Kate Moran, Nicolas Maury, Jonathan Genet            | France       |
| Ayka (Айка)                                                      | Sergey Dvortsevoy     | Samal Yeslyamova                                                      | Kazakhstan   |
| Le Poirier sauvage (Ahlat Ağacı)                                 | Nuri Bilge Ceylan     | Aydin Doğu Demirkol, Murat Cemcir, Bennu Yildirimlar, Hazar Ergüçlü   | Turquie      |

#### Un certain regard
La section Un certain regard comprend 18 films :
| Titre                                                                                          | Réalisation                        | Pays            |
| ---------------------------------------------------------------------------------------------- | ---------------------------------- | --------------- |
| Border (Gräns) (en compétition pour la Queer Palm)                                             | Ali Abbasi                         | Suède           |
| Un grand voyage vers la nuit (地球最後的夜晚, Di Qiu Zui Hou De Ye Wan)                        | Bi Gan                             | Chine           |
| Sofia (en compétition pour la Caméra d'or)                                                     | Meryem Benm'Barek                  | Maroc           |
| Les Chatouilles (en compétition pour la Caméra d'or)                                           | Andréa Bescond et Éric Métayer     | France          |
| Manto (मंटो)                                                                                     | Nandita Das                        | Inde            |
| À genoux les gars                                                                              | Antoine Desrosières                | France          |
| Girl (en compétition pour la Caméra d'or et la Queer Palm)                                     | Lukas Dhont                        | Belgique        |
| Meurs, monstre, meurs (Muere, monstruo, muere)                                                 | Alejandro Fadel                    | Argentine       |
| Gueule d'ange (en compétition pour la Caméra d'or)                                             | Vanessa Filho                      | France          |
| Euforia (Euforia) (en compétition pour la Queer Palm)                                          | Valeria Golino                     | Italie          |
| Mon tissu préféré (My Favorite Fabric) (en compétition pour la Caméra d'or)                    | Gaya Jiji                          | Syrie           |
| Rafiki (en compétition pour la Queer Palm)                                                     | Wanuri Kahiu                       | Kenya           |
| Les Moissonneurs (Die Stropers) (en compétition pour la Caméra d'or et la Queer Palm)          | Etienne Kallos                     | Afrique du Sud  |
| In My Room                                                                                     | Ulrich Köhler                      | Allemagne       |
| Donbass (Донбас) (film d’ouverture)                                                            | Sergei Loznitsa                    | Ukraine         |
| L'Ange (El Ángel) (en compétition pour la Queer Palm)                                          | Luis Ortega                        | Argentine       |
| Le Chant de la forêt (Chuva é cantoria na aldeia dos mortos)                                   | João Salaviza, Renée Nader Messora | Portugal Brésil |
| La Tendre Indifférence du monde (Әлемнің жұмсақтық мазасыздығы, Älemniñ jumsaqtıq mazasızdığı) | Adilkhan Yerzhanov                 | Kazakhstan      |

#### Hors compétition
| Titre                                                                            | Réalisation      | Pays        |
| -------------------------------------------------------------------------------- | ---------------- | ----------- |
| Solo: A Star Wars Story                                                          | Ron Howard       | États-Unis  |
| Le Grand Bain                                                                    | Gilles Lellouche | France      |
| The House that Jack Built                                                        | Lars von Trier   | Danemark    |
| L'Homme qui tua Don Quichotte (The Man Who Killed Don Quixote) (film de clôture) | Terry Gilliam    | Royaume-Uni |

#### Séances de minuit
| Titre                                       | Réalisation     | Pays         |
| ------------------------------------------- | --------------- | ------------ |
| Fahrenheit 451                              | Ramin Bahrani   | États-Unis   |
| Whitney (en compétition pour la Queer Palm) | Kevin MacDonald | Royaume-Uni  |
| Arctic (en compétition pour la Caméra d'or) | Joe Penna       | Islande      |
| The Spy Gone North (Gongjack)               | Yoon Jong-bin   | Corée du Sud |

#### Séances spéciales
| Titre                                                                             | Réalisation                                                                         | Pays       |
| --------------------------------------------------------------------------------- | ----------------------------------------------------------------------------------- | ---------- |
| 10 Jours en Thaïlande (สิบปีในประเทศไทย, S̄ib pī nı pratheṣ̄thịy)                     | Aditya Assarat, Wisit Sasanatieng, Chulayarnon Sriphol et Apichatpong Weerasethakul | Thaïlande  |
| L'État contre Mandela et les autres                                               | Nicolas Champeaux et Gilles Porte                                                   | France     |
| Gotti                                                                             | Kevin Connolly                                                                      | États-Unis |
| Le Grand Cirque mystique (O Grande Circo Místico)                                 | Carlos Diegues                                                                      | Brésil     |
| La Traversée                                                                      | Romain Goupil et Daniel Cohn-Bendit                                                 | France     |
| Another Day of Life (Jeszcze dzień życia)                                         | Damian Nenow et Raul de la Fuente                                                   | Pologne    |
| À tous vents (To the Four Winds)                                                  | Michel Toesca                                                                       | France     |
| Les Âmes mortes (死亡的靈魂, Sǐwáng de línghún)                                   | Wang Bing                                                                           | Chine      |
| Le Pape François : Un homme de parole (Papst Franziskus - Ein Mann seines Wortes) | Wim Wenders                                                                         | Allemagne  |

#### Cinéfondation
| Titre                                | Réalisation                                                                                      | École                                                                       | Pays        |
| ------------------------------------ | ------------------------------------------------------------------------------------------------ | --------------------------------------------------------------------------- | ----------- |
| Dolfin Megumi                        | Ori Aharon                                                                                       | Steve Tisch School of Film & Television                                     | Israël      |
| End of Season                        | Zhannat Alshanova                                                                                | London Film School                                                          | Royaume-Uni |
| Sailor's Delight                     | Louise Aubertin, Éloïse Girard, Marine Meneyrol, Jonas Ritter, Loucas Rongeart, Amandine Thomoux | École supérieure de réalisation audiovisuelle                               | France      |
| Inanimate                            | Lucia Bulgheroni                                                                                 | NFTS                                                                        | Royaume-Uni |
| El Verano del Léon Eléctrico         | Diego Céspedes                                                                                   | ICEI - Université du Chili                                                  | Chili       |
| Palm Trees and Power Lines           | Jamie Dack                                                                                       | Tisch School of the Arts                                                    | États-Unis  |
| Dong wu xiong meng                   | Di Shen                                                                                          | Shanghai Theatre Academy                                                    | Chine       |
| Fragment de drame                    | Laura Garcia                                                                                     | La Fémis                                                                    | France      |
| Cinco minutos afuera                 | Constanza Gatti                                                                                  | Universidad del Cine                                                        | Argentine   |
| Los tiempos de Héctor                | Ariel Gutiérrez                                                                                  | Centro de Capacitación Cinematográfica                                      | Mexique     |
| Dots                                 | Eryk Lenartowicz                                                                                 | AFRTS                                                                       | Australie   |
| Inny                                 | Marta Magnuska                                                                                   | École nationale de cinéma de Łódź                                           | Pologne     |
| Albastru si Rosu, in Proportii Egale | Georgiana Moldoveanu                                                                             | Université nationale d'art théâtral et cinématographique Ion Luca Caragiale | Roumanie    |
| Così in Terra                        | Pier Loreznzo Pisano                                                                             | Centro sperimentale di cinematografia                                       | Italie      |
| Kalendar                             | Igor Poplauhin                                                                                   | École du nouveau cinéma de Moscou                                           | Russie      |
| Mesle bache Adam                     | Arian Vazirdaftari                                                                               | Tehran University of Dramatic Arts                                          | Iran        |
| I am my Own Mother                   | Andrew Zox                                                                                       | Université d'État de San Francisco                                          | États-Unis  |

#### Courts métrages
| Titre                | Réalisation                                                                 | Pays        |
| -------------------- | --------------------------------------------------------------------------- | ----------- |
| Gabriel              | Mariana Flores                                                              | États-Unis  |
| Judgement            | Raymund Ribay Gutierrez                                                     | Philippines |
| Caroline             | Celine Held, Logan George                                                   | États-Unis  |
| Ombre (Tariki)       | Saeed Jafarian                                                              | Iran        |
| III                  | Marta Pajek                                                                 | Pologne     |
| Duality              | Masahiko Sato, Genki Kawamura, Yutaro Seki, Masayuki Toyota, Kentaro Hirase | Japon       |
| On the border        | Wei Shujun                                                                  | Chine       |
| Toutes ces créatures | Charles William                                                             | Australie   |

#### Cannes Classics

##### Copies restaurées
| Titre              | Réalisateur         | Pays   |
| ------------------ | ------------------- | ------ |
| Le Grand Bleu      | Luc Besson          | France |
| Cyrano de Bergerac | Jean-Paul Rappeneau | France |

##### Fiction
| Titre                                               | Réalisateur               | Pays             |
| --------------------------------------------------- | ------------------------- | ---------------- |
| Miss Daisy et son chauffeur (Driving Miss Daisy)    | Bruce Beresford           | États-Unis       |
| Le Septième Sceau (Det sjunde inseglet)             | Ingmar Bergman            | Suède            |
| Guerre et Paix (Война и мир)                        | Serge Bondartchouk        | Union soviétique |
| Battement de cœur                                   | Henri Decoin              | France           |
| Le Voleur de bicyclette (Ladri di biciclette)       | Vittorio De Sica          | Italie           |
| Grand-père, raconte-nous (Fad’jal)                  | Safi Faye                 | Sénégal          |
| Enamorada                                           | Emilio Fernández          | Mexique          |
| Quatre chemises blanches (Cetri balti krekli)       | Rolands Kalniņš           | Lettonie         |
| Coup pour coup                                      | Marin Karmitz             | France           |
| 2001, l'Odyssée de l'espace (2001: A Space Odyssey) | Stanley Kubrick           | États-Unis       |
| Hyènes                                              | Djibril Diop Mambéty      | Sénégal          |
| Les Diamants de la nuit (Démanty noci)              | Jan Němec                 | Tchécoslovaquie  |
| Cinq et la peau                                     | Pierre Rissient           | France           |
| Cyrano de Bergerac                                  | Jean-Paul Rappeneau       | France           |
| Suzanne Simonin, la Religieuse de Diderot           | Jacques Rivette           | France           |
| L'Île des amours (A Ilha dos Amores)                | Paulo Rocha               | Portugal         |
| João et le couteau (João and the Knife)             | George Sluizer            | Pays-Bas         |
| L'Heure des brasiers (La hora de los hornos)        | Fernando Ezequiel Solanas | Argentine        |
| La Garçonnière (The Apartment)                      | Billy Wilder              | États-Unis       |

##### Documentaires
| Titre                                                                                                 | Réalisateur           | Pays        |
| --- | --------------------- | ----------- |
| Les Yeux d'Orson Welles (The Eyes of Orson Welles)                                                    | Mark Cousins          | Royaume-Uni |
| Be Natural : l'histoire cachée d'Alice Guy-Blaché (Be Natural : The Untold Story of Alice Guy-Blaché) | Pamela B. Green       | États-Unis  |
| Jane Fonda in Five Acts                                                                               | Susan Lacy            | États-Unis  |
| Bergman - A Year in Life (Bergman — ett år, ett liv)                                                  | Jane Magnusson        | Suède       |
| À la recherche d'Ingmar Bergman (Searching for Ingmar Bergman)                                        | Margarethe Von Trotta | Allemagne   |

#### Cinéma de la Plage
| Titre                                             | Réalisateur               | Pays                    |
| ------------------------------------------------- | ------------------------- | ----------------------- |
| Au feu, les pompiers !                            | Miloš Forman              | Tchécoslovaquie, Italie |
| Bagdad Café (Out of Rosenheim)                    | Percy Adlon               | Allemagne, États-Unis   |
| Le Grand Bleu                                     | Luc Besson                | France                  |
| Le Grand Bal                                      | Laetitia Carton           | France                  |
| Le Destin                                         | Youssef Chahine           | Égypte                  |
| Black Panther                                     | Ryan Coogler              | États-Unis              |
| Le Spécialiste (Gli specialisti)                  | Sergio Corbucci           | Italie                  |
| Le Silence des agneaux (The Silence of the Lambs) | Jonathan Demme            | États-Unis              |
| Sueurs froides (Vertigo)                          | Alfred Hitchcock          | États-Unis              |
| Grease                                            | Randal Kleiser            | États-Unis              |
| Le Départ                                         | Jerzy Skolimowski         | Belgique                |
| Good Morning Babilonia                            | Paolo et Vittorio Taviani | Italie                  |
| L'une chante, l'autre pas                         | Agnès Varda               | France                  |

### Quinzaine des réalisateurs

#### Longs métrages

Logo spécial pour le 50e anniversaire de la sélection.

| Titre                                                                | Réalisation                   | Pays       |
| -------------------------------------------------------------------- | ----------------------------- | ---------- |
| Amin                                                                 | Philippe Faucon               | France     |
| Carmen et Lola (en compétition pour la Caméra d'or et la Queer Palm) | Arantxa Echevarría            | Espagne    |
| Climax                                                               | Gaspar Noé                    | France     |
| Buy Me a Gun (Cómprame un revolver)                                  | Julio Hernández Cordón        | Mexique    |
| Les Confins du monde                                                 | Guillaume Nicloux             | France     |
| The Snatch Thief (El Motoarrebatador)                                | Agustín Toscano               | Argentine  |
| En liberté !                                                         | Pierre Salvadori              | France     |
| Joueurs (en compétition pour la Caméra d'or)                         | Marie Monge                   | France     |
| Leave No Trace                                                       | Debra Granik                  | États-Unis |
| Los silencios                                                        | Beatriz Seigner               | Brésil     |
| The Pluto Moment (冥王星時刻, Ming wang xing shi ke)                 | Ming Xhang                    | Chine      |
| Mandy                                                                | Panos Cosmatos                | États-Unis |
| Miraï, ma petite sœur (未来のミライ, Mirai no Mirai)                 | Mamoru Hosoda                 | Japon      |
| Le monde est à toi                                                   | Romain Gavras                 | France     |
| Les Oiseaux de passage (Pájaros de verano) (film d'ouverture)        | Ciro Guerra, Cristina Gallego | Colombie   |
| Petra                                                                | Jaime Rosales                 | Espagne    |
| Samouni Road (La strada dei Samouni)                                 | Stefano Savona                | Italie     |
| The Road (Teret)                                                     | Ognjen Glavonic               | Serbie     |
| Troppa grazia (film de clôture)                                      | Gianni Zanasi                 | Italie     |
| Mon cher enfant (ولدي, Weldi)                                        | Mohamed Ben Attia             | Tunisie    |

#### Courts métrages
| Titre                                            | Réalisation                  | Pays       |
| ------------------------------------------------ | ---------------------------- | ---------- |
| Basses                                           | Félix Imbert                 | France     |
| Ce magnifique gâteau ! (This magnificent cake !) | Emma De Swaef, Marc Roels    | Belgique   |
| La Chanson                                       | Tiphaine Raffier             | France     |
| La Lotta                                         | Marco Bellocchio             | Italie     |
| Las Cruces                                       | Nicolas Boone                | France     |
| La Nuit des sacs plastiques                      | Gabriel Harel                | France     |
| The Orphan (O órfão)                             | Carolina Markowicz           | Brésil     |
| Our Song to War                                  | Juanita Onzaga               | Colombie   |
| Skip Day                                         | Patrick Bresnan, Ivete Lucas | États-Unis |
| Le Sujet                                         | Patrick Bouchard             | Canada     |

### Semaine de la critique

#### Longs métrages
| Titre                                                            | Réalisation                      | Pays     |
| ---------------------------------------------------------------- | -------------------------------- | -------- |
| Chris the Swiss (en compétition pour la Caméra d'or)             | Anja Kofmel                      | Suisse   |
| Diamantino (en compétition pour la Caméra d'or et la Queer Palm) | Gabriel Abrantes, Daniel Schmidt | Portugal |
| One Day (Egy Nap) (en compétition pour la Caméra d'or)           | Zsófia Szilágyi                  | Hongrie  |
| Fugue (Fuga)                                                     | Agnieszka Smoczyńska             | Pologne  |
| Woman at War (Kona fer í stríð)                                  | Benedikt Erlingsson              | Islande  |
| Sauvage (en compétition pour la Caméra d'or et la Queer Palm)    | Camille Vidal-Naquet             | France   |
| Monsieur (Sir) (en compétition pour la Caméra d'or)              | Rohena Gera                      | Inde     |

#### Courts métrages
| Titre                                                                                | Réalisation                | Pays         |
| ------------------------------------------------------------------------------------ | -------------------------- | ------------ |
| Amor, Avenidas Novas                                                                 | Duarte Coimbra             | Portugal     |
| Hector Malo : The Last Day of the Year (Ektoras Malo : I Teleftea Mera Tis Chronias) | Jacqueline Lentzou         | Grèce        |
| Exemplary Citizen (Mo-Bum-Shi-Min)                                                   | Kim Cheol-Hwi              | Corée du Sud |
| Pauline asservie                                                                     | Charline Bourgeois-Tacquet | France       |
| La Persistente                                                                       | Camille Lugan              | France       |
| Rapace (Rapaz)                                                                       | Felipe Gálvez              | Chili        |
| Schächer                                                                             | Flurin Giger               | Suisse       |
| The Tiger (Tiikeri)                                                                  | Mikko Myllylahti           | Finlande     |
| Un jour de mariage                                                                   | Elias Belkeddar            | Algérie      |
| Normal (Ya Normalniy)                                                                | Michael Borodin            | Russie       |

#### Séances spéciales

##### Longs métrages
| Titre                                                             | Réalisation         | Pays       |
| ----------------------------------------------------------------- | ------------------- | ---------- |
| Wildlife (film d'ouverture, en compétition pour la Caméra d'or)   | Paul Dano           | États-Unis |
| Nos Batailles                                                     | Guillaume Senez     | Belgique   |
| Shéhérazade (en compétition pour la Caméra d'or et la Queer Palm) | Jean-Bernard Marlin | France     |
| Guy (film de clôture)                                             | Alex Lutz           | France     |

##### Courts métrages
| Titre       | Réalisation      | Pays   |
| ----------- | ---------------- | ------ |
| La Chute    | Boris Labbé      | France |
| Third Kind  | Yorgos Zois      | Grèce  |
| Ultra Pulpe | Bertrand Mandico | France |

### ACID
| Titre                                                       | Réalisation                   | Pays              |
| ----------------------------------------------------------- | ----------------------------- | ----------------- |
| L'Amour debout (en compétition pour la Queer Palm)          | Michaël Dacheux               | France            |
| Bad Bad Winter (Так Себе Зима, Tak Sebe Zima)               | Olga Korotko                  | Kazakhstan        |
| Cassandro the Exotico ! (en compétition pour la Queer Palm) | Marie Losier                  | France            |
| Dans la terrible jungle                                     | Caroline Capelle, Ombline Ley | France            |
| Il se passe quelque chose                                   | Anne Alix                     | France            |
| Seule à mon mariage                                         | Marta Bergman                 | Belgique          |
| Thunder Road                                                | Jim Cummings                  | États-Unis        |
| Un violent désir de bonheur                                 | Clément Schneider             | France            |
| Nous les coyotes (We the Coyotes)                           | Hanna Ladoul, Marco La Via    | France États-Unis |

### Écrans de Cannes Junior

#### En compétition
| Titre                                    | Réalisation                            | Pays               |
| ---------------------------------------- | -------------------------------------- | ------------------ |
| La Légende                               | Florian Hessique                       | France             |
| Vierges (Ein Betulot Bakraiot)           | Keren Ben Rafael                       | Israël             |
| Mes frères                               | Bertrand Guerry                        | France             |
| Mon meilleur ami (Mi mejor amigo)        | Martin Deus                            | Argentine          |
| Family Film (Rodinny Film)               | Olmo Omerzu                            | République tchèque |
| Sami, une jeunesse en Laponie (Sameblod) | Amanda Kernell                         | Suède              |
| The Strange Ones                         | Christopher Radcliff, Lauren Wolkstein | États-Unis         |
| Une année polaire                        | Samuel Collardey                       | France             |

#### Hors compétition
| Titre                      | Réalisation      | Pays   |
| -------------------------- | ---------------- | ------ |
| Ma reum (film d'ouverture) | Frédéric Quiring | France |
| Mario                      | Marcel Gisler    | Suisse |

## Palmarès

### Palmarès officiel

#### Compétition
| Prix                            | Attribué à                                                                   | Pays       |
| ------------------------------- | ---------------------------------------------------------------------------- | ---------- |
| Palme d'or                      | Une affaire de famille (万引き家族, Manbiki kazoku) de Hirokazu Kore-eda     | Japon      |
| Palme d'or spéciale             | Le Livre d'image de Jean-Luc Godard                                          | Suisse     |
| Grand prix                      | BlacKkKlansman : J'ai infiltré le Ku Klux Klan (BlacKkKlansman) de Spike Lee | États-Unis |
| Prix d'interprétation masculine | Marcello Fonte pour Dogman                                                   | Italie     |
| Prix d'interprétation féminine  | Samal Yeslyamova pour Ayka                                                   | Kazakhstan |
| Prix de la mise en scène        | Paweł Pawlikowski pour Cold War (Zimna wojna)                                | Pologne    |
| Prix du jury                    | Capharnaüm (كفرناحوم, Cafarnaúm) de Nadine Labaki                            | Liban      |
| Prix du scénario (ex æquo)      | Jafar Panahi pour Trois visages (سه رخ, Se rokh)                             | Iran       |
| Prix du scénario (ex æquo)      | Alice Rohrwacher pour Heureux comme Lazzaro (Lazzaro Felice)                 | Italie     |

#### Caméra d'or
| Prix        | Attribué à          | Pays     |
| ----------- | ------------------- | -------- |
| Caméra d'or | Girl de Lukas Dhont | Belgique |

#### Un certain regard
| Prix                     | Attribué à                                                                                           | Pays            |
| ------------------------ | --- | --------------- |
| Prix Un certain regard   | Border (Gräns) de Ali Abbasi                                                                         | Iran Suède      |
| Prix du jury             | Le Chant de la forêt (Chuva é cantoria na aldeia dos mortos) de João Salaviza et Renée Nader Messora | Portugal Brésil |
| Prix d'interprétation    | Victor Polster pour Girl                                                                             | Belgique        |
| Prix de la mise en scène | Sergei Loznitsa pour Donbass (Донбас)                                                                | Ukraine         |
| Prix du scénario         | Meryem Benm'Barek pour Sofia                                                                         | Maroc           |

#### Cinéfondation
| Prix     | Attribué à                                                                       | Ecole                                     |
| -------- | -------------------------------------------------------------------------------- | ----------------------------------------- |
| 1er prix | The Summer of the Electric Lion (El Verano del Léon Eléctrico) de Diego Céspedes | ICEI - Université du Chili, Chili         |
| 2e prix  | Calendar (Kalendar) de Igor Poplauhin                                            | École du nouveau cinéma de Moscou, Russie |
| 2e prix  | The Storms in our Blood (Dong wu xiong meng) de Di Shen                          | Shanghai Theatre Academy, Chine           |
| 3e prix  | Inanimate de Lucia Bulgheroni                                                    | NFTS, Royaume-Uni                         |

### Quinzaine des réalisateurs
| Prix                       | Attribué à                                | Pays       |
| -------------------------- | ----------------------------------------- | ---------- |
| Art Cinema Award (CICAE)   | Climax de Gaspar Noé                      | France     |
| Prix SACD                  | En liberté ! de Pierre Salvadori          | France     |
| Label Europa Cinemas       | Troppa grazia de Gianni Zanasi            | Italie     |
| Prix Illy du court métrage | Skip Day de Patrick Bresnan & Ivete Lucas | États-Unis |
| Carrosse d'or              | Martin Scorsese                           | États-Unis |

### Semaine de la critique
| Prix                                              | Attribué à                                                                                                 | Pays     |
| ------------------------------------------------- | --- | -------- |
| Grand prix Nespresso de la semaine de la critique | Diamantino de Gabriel Abrantes et Daniel Schmidt                                                           | Portugal |
| Prix Louis Roederer de la révélation              | Félix Maritaud pour Sauvage de Camille Vidal-Naquet                                                        | France   |
| Prix SACD                                         | Woman at War (Kona fer í stríð) de Benedikt Erlingsson                                                     | Islande  |
| Aide Fondation Gan pour la diffusion              | Monsieur (Sir) de Rohena Gera                                                                              | Inde     |
| Prix Découverte Leica Cine du court métrage       | Hector Malo : The Last Day of the Year (Ektoras Malo : I Teleftea Mera Tis Chronias) de Jacqueline Lentzou | Grèce    |
| Prix Canal+ du court métrage                      | Un jour de mariage de Elias Belkeddar                                                                      | Algérie  |

### Autres prix
| Prix                                         | Prix                                 | Attribué à                                                            | Pays         |
| -------------------------------------------- | ------------------------------------ | --------------------------------------------------------------------- | ------------ |
| Prix FIPRESCI                                | Compétition                          | Burning (버닝, Beoning) de Lee Chang-dong                             | Corée du Sud |
| Prix FIPRESCI                                | Un certain regard                    | Girl de Lukas Dhont                                                   | Belgique     |
| Prix FIPRESCI                                | Semaine de la Critique               | One Day (Egy Nap) de Zsófia Szilágyi                                  | Hongrie      |
| Prix du jury œcuménique                      | Compétition                          | Capharnaüm (كفرناحوم, Cafarnaúm) de Nadine Labaki                     | Liban        |
| Prix du jury œcuménique                      | Mention spéciale                     | BlacKkKlansman de Spike Lee                                           | États-Unis   |
| L'Œil d'or                                   | Prix de L'Œil d'or                   | Samouni Road (La strada dei Samouni) de Stefano Savona                | Italie       |
| L'Œil d'or                                   | Mentions spéciales                   | Libre de Michel Toesca                                                | France       |
| L'Œil d'or                                   | Mentions spéciales                   | Les Yeux d'Orson Welles (The Eyes of Orson Welles) de Mark Cousins    | Royaume-Uni  |
| Queer Palm                                   | Queer Palm (à l'unanimité)           | Girl de Lukas Dhont                                                   | Belgique     |
| Queer Palm                                   | Queer Palm Hornet du court-métrage   | The Orphan (O órfão) de Carolina Markowicz                            | Brésil       |
| Cannes Soundtrack Award                      | Cannes Soundtrack Award              | Roman Bilyk et German Osipov pour Leto (Лето, Leto)                   | Russie       |
| Prix Vulcain de l'artiste technicien         | Prix Vulcain de l'artiste technicien | Shin Joom-Hee pour la direction artistique de Burning (버닝, Beoning) | Corée du Sud |
| Palme Dog                                    | Palme Dog                            | L'intégralité du casting canin de Dogman                              | Italie       |
| Palme Dog                                    | Grand prix du jury                   | Le pékinois imaginaire de Diamantino                                  | Portugal     |
| Palme Cat                                    | Palme Cat                            | Minou dans Diamantino                                                 | Portugal     |
| Trophée Chopard                              | Révélation féminine                  | Elizabeth Debicki                                                     | Australie    |
| Trophée Chopard                              | Révélation masculine                 | Joe Alwyn                                                             | États-Unis   |
| Meilleurs films des agrégateurs de critiques | Le Film français                     | Leto (Лето, Leto) de Kirill Serebrennikov                             | Russie       |
| Meilleurs films des agrégateurs de critiques | Screen International                 | Burning (버닝, Beoning) de Lee Chang-dong                             | Corée du Sud |